# Amblyraja taaf
Amblyraja taaf är en rockeart som först beskrevs av Meisner 1987.  Amblyraja taaf ingår i släktet trubbnosrockor, och familjen egentliga rockor. IUCN kategoriserar arten globalt som otillräckligt studerad. Inga underarter finns listade i Catalogue of Life.